# Mount Craven
Mount Craven är ett berg i Antarktis. Det ligger i Östantarktis. Nya Zeeland gör anspråk på området. Toppen på Mount Craven är 1 500 meter över havet.
Terrängen runt Mount Craven är varierad. Trakten är obefolkad. Det finns inga samhällen i närheten.